# 福島未来
福島未来（ふくしまみらい）は、福島県の選挙啓発イメージキャラクターである。2010年10月31日に投開票された福島県知事選挙から使用されている。
福島県知事選挙の投票率は、過去最高だった1988年の81.20%以降、登場する前の選挙の2006年まで50%台に推移していた。2010年の選挙前時点での過去最低は2004年の50.76%だった。そこで福島県選挙管理委員会は、投票率が特に低い若い層にアピールするため、福島市に在住する20歳男性がキャラクターデザインを手がけた萌えキャラ「福島未来」を選挙啓発ポスターに採用した。20歳短大卒で選管に配属という設定がなされている。ポスターだけでなく、ポケットティッシュやチラシの配布、コンビニエンスストアのレジや金融機関のATMといった画面に静止画として表示させるなど若い人の関心を引くことを意識した啓発活動に活用された。しかし、10月31日に投開票された知事選の投票率は、42.42%と過去最低を更新する結果となった。
2011年の統一地方選においても引き続き福島未来を使った啓発ポスターが作成された。
その後福島県議会に会派「ふくしま未来ネットワーク」が結成されたため、2012年の衆議院選挙では未来は「転勤」となり、新キャラクターとして妹の「福島希望(のぞみ)」が登場した。